# Дніпровський район (Кам'янське)
Дніпровський район — адміністративний район міста Кам'янське на заході правобережжя і лівобережжі.

## Населення

### Мовний склад
Рідна мова населення за даними перепису 2001 року:
| Мова       | Чисельність, осіб | Доля     |
| ---------- | ----------------- | -------- |
| Українська | 54 790            | 60,38 %  |
| Російська  | 35 483            | 39,10 %  |
| Інше       | 471               | 0,52 %   |
| Разом      | 90 744            | 100,00 % |

## Історія

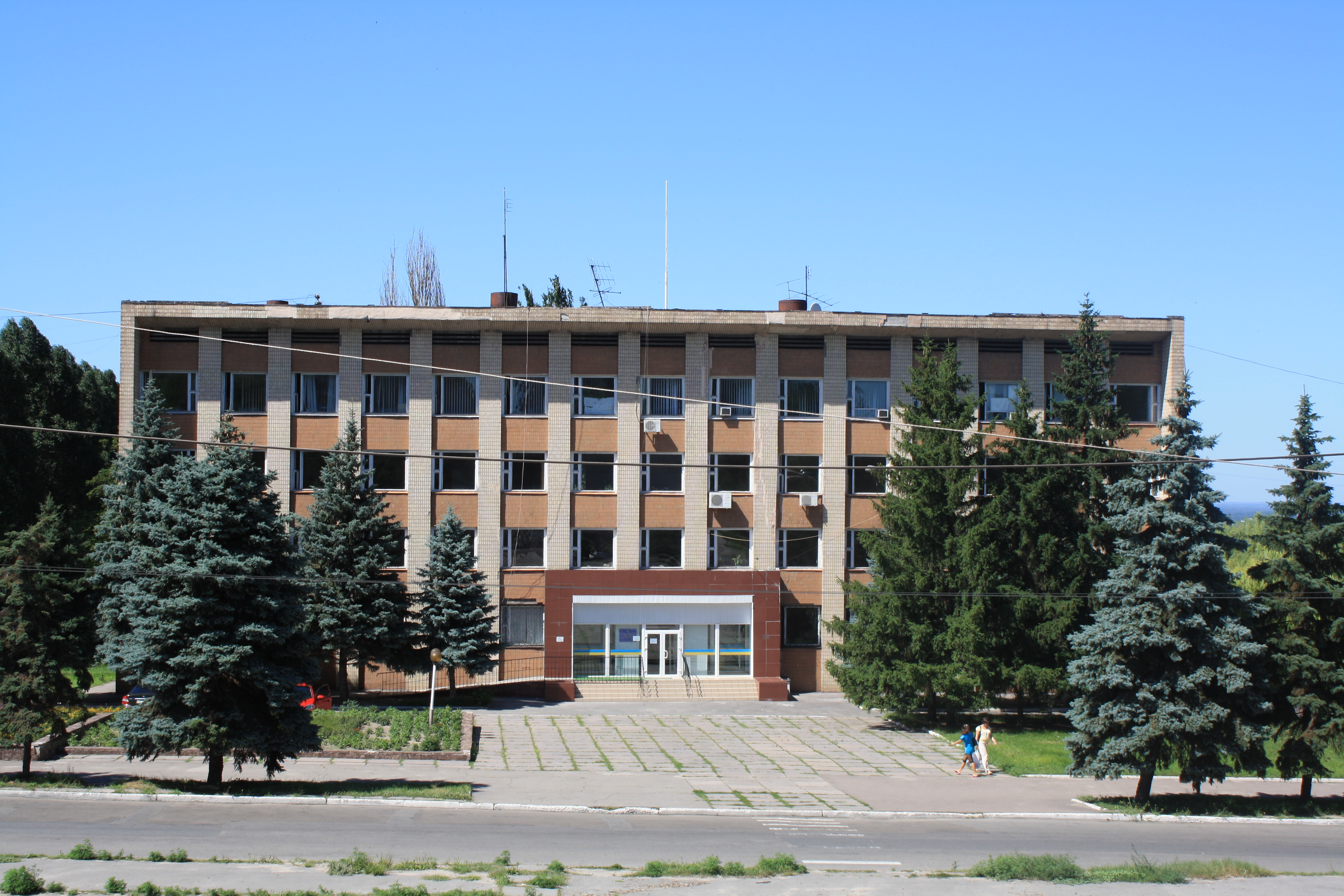
Районна Рада

9 жовтня 1945 року місто розділене на 3 райони. Поділ міста на райони був скасований 11 серпня 1948 року і поновлений 8 травня 1952 року.

## Райони
До складу району входять Романкове і Лівий берег.

## Підприємства
На районі розташована гребля Середньодніпровської ГЕС.